# Primal (serial telewizyjny)
Primal – amerykański fantastyczny serial animowany dla dorosłych bloku programowego Adult Swim, będącego częścią kanału Cartoon Network. Jego twórcą jest Genndy Tartakovsky.

## Fabuła
Neandertalski myśliwy Spear traci swą rodzinę w ataku tyranozaurów. Wkrótce podobny los spotyka Fang, matkę małych tyranozaurów, zaatakowaną przez tę samą grupę większych od niej gadów. Spear pomaga jej pokonać napastników, lecz młode giną. Z czasem nietypowy duet zaprzyjaźnia się ze sobą, walcząc z wrogami, wśród których są zarówno prehistoryczne bestie jak i fantastyczne istoty.
Ich życie zmienia się wyniku spotkania z Mirą, młodą kobietą biegłą nie tylko w strzelaniu z łuku, lecz chociażby także gotowaniu. Jej imię staje się pierwszym słowem wypowiedzianym przez Speara, lecz dziewczyna zostaje ponownie porwana przez łowców niewolników. 

## Postacie
Źródło:
- Spear (głos podłożył Aaron LaPlante) – potężny neandertalski myśliwy i wojownik walczący włócznią
- Fang – samica tyranozaura, która straciwszy swe młode, zaprzyjaźnia się ze Spearem
- Mira (Laëtitia Eïdo) – młoda kobieta, była niewolnica wikingów, która dołącza do Speara i Fang
- rodzina Speara, zabita przez tyranozaury, która pojawia się w jego retrospekcjach
- młode Fang, które spotkał podobny los jak dzieci Speara
- Wódz plemienia wikingów (Fred Tatasciore), które ponownie chwyta w niewolę Mirę, znakomity wojownik
- Eldar (również Tatasciore) – waleczny syn wodza wikingów
- demoniczny władca zaświatów, który chce śmierci Speara i Fang
- Ima (Amina Koroma) – bezwzględna egipska władczyni, podróżująca ogromnym statkiem zwanym Colossaeus
- Kamau (Imari Williams) – olbrzymi mężczyzna zmuszany do walki przez Imę
- Amal (Hillary Hawkins) - córka Kamau i zakładniczka Imy
- nowe dzieci Fang - jej kolejny miot, dzieci samca, którego Fang spotyka w drugim sezonie serialu
- Charles (Jacob Dudman) - naukowiec, który stworzył teorię ewolucji - bohater pierwszego samodzielnego odcinka (3 sezon serialu ma być antologią)
- Darlington (Jeremy Crutchley) - naukowiec, znajomy Charlesa

## Odcinki
| Część | Odcinki | Odcinki | Data opublikowania  | Data opublikowania   |
| Część | Odcinki | Odcinki | Premiera            | Finał                |
| ----- | ------- | ------- | ------------------- | -------------------- |
| 1     | 10      | 5       | 8 października 2019 | 12 października 2019 |
| 1     | 10      | 5       | 4 października 2020 | 1 listopada 2020     |
| 2     | 10      | 10      | 22 lipca 2022       | 16 września          |

### Sezon 1 (2019–2020)
| Nr | Tytuł                       | Premiera             |
| -- | --------------------------- | -------------------- |
| 1  | Spear and Fang              | 8 października 2019  |
| 2  | River of Snakes             | 9 października 2019  |
| 3  | A Cold Death                | 10 października 2019 |
| 4  | Terror Under the Blood Moon | 11 października 2019 |
| 5  | Rage of the Ape-Men         | 12 października 2019 |
| 6  | Scent of Prey               | 4 października 2020  |
| 7  | Plague of Madness           | 11 października 2020 |
| 8  | Coven of the Damned         | 18 października 2020 |
| 9  | The Night Feeder            | 25 października 2020 |
| 10 | Slave of the Scorpion       | 1 listopada 2020     |

### Sezon 2 (2022)
| Nr | Tytuł                    | Premiera         |
| -- | ------------------------ | ---------------- |
| 1  | Sea of Despair           | 22 lipca 2022    |
| 2  | Shadow of Fate           | 22 lipca 2022    |
| 3  | Dawn of Man              | 29 lipca 2022    |
| 4  | The Red Mist             | 5 sierpnia 2022  |
| 5  | The Primal Theory        | 12 sierpnia 2022 |
| 6  | Vidarr                   | 19 sierpnia 2022 |
| 7  | The Colossaeus, Part I   | 26 sierpnia 2022 |
| 8  | The Colossaeus, Part II  | 2 września 2022  |
| 9  | The Colossaeus, Part III | 9 września 2022  |
| 10 | Echoes of Eternity       | 16 września 2022 |

## Odbiór
W agregatorze recenzji Rotten Tomatoes 100% z 23 recenzji pierwszego sezonu uznano za pozytywne, a średnia ocen wystawionych na ich podstawie wyniosła 9,1 na 10. Z kolei w agregatorze Metacritic, średnia ważona ocen 5 recenzji tego sezonu wyniosła 87 punktów na 100.
Reakcja krytyków na drugi sezon była jeszcze cieplejsza. W Rotten Tomatoes 100% z 15 recenzji drugiej uznano za pozytywne, a średnia ocen wyniosła 9,1 na 10. Metacritic zgromadził 4 recenzje, a średnia ocen wyniosła 97.